# Hang Khố Mỷ
Hang Khố Mỷ, thường đọc thành Hang Khố Mỹ, là hang trong dãy núi ở bản Khố Mỷ xã Tùng Vài huyện Quản Bạ tỉnh Hà Giang, Việt Nam .
Hang thuộc dạng karst trong dãy núi đá vôi. Hang Khố Mỷ được Bộ Văn hóa, Thể thao và Du lịch xếp hạng là di tích quốc gia ngày 20/08/2013 .
Hang ở cách thị trấn Tam Sơn cỡ 13 km theo đường bộ hướng tây bắc.